# 佐々木英世
佐々木 英世（ささき ひでよ、1940年2月12日 - ）は日本の映画音響効果技師、有限会社東洋音響代表取締役。北海道根室市曙町出身。所属団体は日本映画・テレビ録音協会。

## 経歴
1959年に目黒高等無線専門学校通信別科を卒業と同時に日活撮影所に音響効果技師として入社。1974年に東洋音響効果グループに参加し、1988年に帆苅幸雄らと共に東洋音響を設立。
映画『ゴジラvsモスラ』から東宝特撮映画の音響効果を担当。ゴジラを始めとする怪獣の鳴き声や足音などの効果音を手掛けた。既存の怪獣は過去のものを加工して用いることが多いが、新規怪獣は新たに制作している。『ゴジラvsメカゴジラ』のベビーゴジラの鳴き声や『サンダカン八番娼館 望郷』での牛の断末魔などでは、自身の声を加工して用いている。

## 代表作

### 映画
| 公開年月日 | 公開年月日 | 作品名                                                    | 制作（配給） | 役職                       |
| ---------- | ---------- | --------------------------------------------------------- | --- | -------------------------- |
| 1970年     | 8月12日    | スパルタ教育 くたばれ親父                                 | 日活 （ダイニチ映配） | 音響効果                   |
| 1970年     | 8月14日    | 戦争と人間 第1部 運命の序曲                               | 日活 （ダイニチ映配） | 音響効果                   |
| 1970年     | 11月22日   | 野良猫ロック マシン・アニマル                             | 日活 （ダイニチ映配） | 音響効果                   |
| 1971年     | 2月13日    | 修羅                                                      | 松本プロ 日本ATG | 音響効果                   |
| 1982年     | 10月9日    | この子の七つのお祝いに                                    | 松竹 角川春樹事務所 | 音響効果                   |
| 1984年     | 3月17日    | さよならジュピター                                        | 東宝映画 イオ （東宝） | 音響効果                   |
| 1986年     | 9月20日    | 鹿鳴館                                                    | MARUGEN-FILM 東宝映像 （東宝） | 音響効果                   |
| 1987年     | 11月21日   | ゴキブリたちの黄昏                                        | ティー・ワイ・オー キティフィルム （ヘラルド・エース） | 音響効果                   |
| 1987年     | 12月12日   | あぶない刑事                                              | 東映 日本テレビ （東映） | 音響効果                   |
| 1987年     | 12月19日   | 「さよなら」の女たち                                      | 東宝映画 （東宝） | 音響効果                   |
| 1988年     | 10月8日    | パンダ物語                                                | 学習研究社 田中プロモーション 四季会 パンダスタンプ IMAGICA （東宝） | 音響効果                   |
| 1989年     | 4月15日    | YAWARA!                                                   | 東宝映画 MYCAL （東宝） | 音響効果                   |
| 1989年     | 11月11日   | どついたるねん                                            | 荒戸源次郎事務所 （ムービーギャング） | 音響効果                   |
| 1990年     | 1月20日    | Mr.レディー・夜明けのシンデレラ                           | 日映 （東宝） | 音響効果                   |
| 1990年     | 10月20日   | カンバック                                                | ガッツエンタープライズ （松竹） | 音響効果                   |
| 1990年     | 12月15日   | 山田ババアに花束を                                        | フィルムフェイス トレジャ・アイランド （東宝） | 音響効果                   |
| 1991年     | 5月11日    | 妖怪ハンター ヒルコ                                       | セディック （東宝） |                            |
| 1992年     | 1月15日    | シコふんじゃった                                          | 大映 キャビン （東宝） |                            |
| 1992年     | 3月7日     | 喜多郎の十五少女漂流記                                    | アミューズ TBS （松竹） |                            |
| 1992年     | 4月18日    | 奇跡の山 さよなら、名犬平治                               | TBS NTTアド 東宝映画 （東宝） |                            |
| 1992年     | 6月6日     | ぼく東綺譚                                                | 近代映画協会 東宝 （日本アート・シアター・ギルド） |                            |
| 1992年     | 12月12日   | ゴジラvsモスラ                                            | 東宝映画 （東宝） |                            |
| 1993年     | 5月29日    | 夢の女                                                    | 松竹 テレビ朝日 朝日新聞 大王製紙 駒井アンシェート 赤池産業 セディック |                            |
| 1993年     | 12月11日   | ゴジラvsメカゴジラ                                        | 東宝映画 （東宝） |                            |
| 1994年     | 7月9日     | ヤマトタケル                                              | 東宝映画 （東宝） |                            |
| 1994年     | 12月10日   | ゴジラvsスペースゴジラ                                    | 東宝映画 （東宝） |                            |
| 1995年     | 4月22日    | 白い馬                                                    | ホネ・フィルム （シネセゾン） |                            |
| 1995年     | 9月2日     | さよならニッポン! 南の島の独立宣言                        | ぶんか社 MITグループ （GAGA） （シネセゾン） |                            |
| 1995年     | 12月9日    | ゴジラvsデストロイア                                      | 東宝映画 （東宝） |                            |
| 1995年     | 12月9日    | 幻の光                                                    | テレビマンユニオン （シネカノン） |                            |
| 1996年     | 3月2日     | シベリア超特急                                            | ウイズダム |                            |
| 1996年     | 8月3日     | ビリケン                                                  | イメージファクトリー・アイエム テレビ東京 シネカノン |                            |
| 1996年     | 12月14日   | モスラ                                                    | 東宝映画 （東宝） |                            |
| 1997年     | 6月7日     | 誘拐                                                      | 東宝映画 （東宝） |                            |
| 1997年     | 12月20日   | 北京原人 Who are you?                                     | 東映 テレビ朝日 バンダイ 東北新社 |                            |
| 1998年     | 5月30日    | 秘祭                                                      | 新城卓事務所 |                            |
| 1998年     | 6月6日     | 絆 -きずな-                                               | 東宝映画 （東宝） |                            |
| 1998年     | 6月27日    | 愚か者 傷だらけの天使                                     | 吉本興業 丸紅 （東京テアトル） （CAMARADE） |                            |
| 1998年     | 12月12日   | モスラ3 キングギドラ来襲                                  | 東宝映画 （東宝） |                            |
| 1999年     | 12月11日   | ゴジラ2000 ミレニアム                                     | 東宝映画 （東宝） |                            |
| 2000年     | 1月22日    | ISOLA 多重人格少女                                        | 角川書店 IMAGICA 住友商事 日販 東宝 アスミック・エース エンタテインメント                                                                                                 |                            |
| 2000年     | 6月10日    | クロスファイア                                            | TBS 東宝映画 （東宝） |                            |
| 2000年     | 6月10日    | 千里眼                                                    | 小学館 小学館プロダクション タイムズイン （東映） |                            |
| 2000年     | 12月16日   | ゴジラ×メガギラス G消滅作戦                               | 東宝映画 （東宝） |                            |
| 2001年     | 1月13日    | シベリア超特急2                                           | 水野晴郎事務所 （アルゴピクチャーズ） |                            |
| 2001年     | 12月15日   | ゴジラ・モスラ・キングギドラ 大怪獣総攻撃                 | 東宝映画 （東宝） | サウンドエフェクトデザイン |
| 2002年     | 3月23日    | ミスター・ルーキー                                        | 角川書店 ABC 衛星劇場 電通大阪 江崎グリコ IMAGICA デサント SONY （東宝）                                                                                                  |                            |
| 2002年     | 4月27日    | なごり雪                                                  | ピーエスシー TOSエンタープライズ 大映 |                            |
| 2002年     | 6月15日    | 陽はまた昇る                                              | 東映 東映ビデオ JVCピクチャーズ シチエ 加賀電子 日販 |                            |
| 2002年     | 12月14日   | ゴジラ×メカゴジラ                                         | 東宝映画 （東宝） | サウンドエフェクトデザイン |
| 2003年     | 1月2日     | シベリア超特急3                                           | 水野晴郎事務所 IMAGICA （M&T PICTURES） |                            |
| 2003年     | 9月13日    | ロボコン                                                  | 小学館 NHK TOKYO FM 日販 NHKエンタープライズ21 ゼネラル・エンタテイメント 東宝映画高等専門学校協会連合会 （東宝）                                                         |                            |
| 2003年     | 12月13日   | ゴジラ×モスラ×メカゴジラ 東京SOS                          | 東宝映画 （東宝） | サウンドエフェクトデザイン |
| 2003年     | 12月20日   | いつかA列車に乗って                                       | アマドミオ 創映新社 東映東京撮影所 （シネマクロッキオ） |                            |
| 2004年     | 1月10日    | 半落ち                                                    | TBS 住友商事 東京都ASA連合 東映東京撮影所 （東映） |                            |
| 2004年     | 2月7日     | ふくろう                                                  | 近代映画協会 シネマ・クロッキオ |                            |
| 2004年     | 11月13日   | ニワトリはハダシだ                                        | シマフィルム ビーワールド 衛星劇場 （ザナドゥー） |                            |
| 2004年     | 12月4日    | ゴジラ FINAL WARS                                         | 東宝映画 （東宝） | サウンドエフェクトデザイン |
| 2005年     | 2月11日    | シベリア超特急5                                           | 水野晴郎事務所 （T&M PICTURES） |                            |
| 2005年     | 8月27日    | 容疑者 室井慎次                                           | フジテレビ スカパー!WT 東宝 ROBOT |                            |
| 2007年     | 12月8日    | マリと子犬の物語                                          | 小学館 日テレ ytv 札幌テレビ ミヤギテレビ テレビ新潟 静岡第一テレビ 中京テレビ 広島テレビ 福岡放送 読売新聞 アミューズソフトエンタテインメント ホリプロ 東宝映画 （東宝） |                            |
| 2008年     | 5月1日     | 相棒 -劇場版- 絶体絶命! 42.195km 東京ビッグシティマラソン | 小学館 テレビ朝日 朝日放送 メ〜テレ トライサム アミューズ 東映東京撮影所 東映テレビ・プロダクション （東映）                                                              |                            |

### アトラクション
| 期間          | 期間         | テーマパーク           | 提供             | アトラクション                         | 製作会社              | 役職     |
| ------------- | ------------ | ---------------------- | ---------------- | -------------------------------------- | --------------------- | -------- |
| 1994年3月18日 | 1998年7月1日 | サンリオピューロランド | 安田火災海上保険 | 夢のタイムマシン・怪獣プラネットゴジラ | - 東宝 - （サンリオ） | 音響効果 |

## 受賞歴
| 受賞年            | 受賞名                           |
| ----------------- | -------------------------------- |
| 1996年（平成8年） | 第19回日本アカデミー賞特殊技術賞 |